# Howard Fenton
Howard Fenton (nascido em 6 de fevereiro de 1952) é um ex-ciclista olímpico jamaicano. Representou sua nação em quatro eventos nos Jogos Olímpicos de Verão de 1972.